# San Costanzo
San Costanzo ist eine italienische Gemeinde mit 4573 Einwohnern (Stand 31. Dezember 2023) in der Provinz Pesaro und Urbino in der Region Marken.

## Lage und Daten
Die Nachbargemeinden sind Fano, Mondolfo, Monte Porzio, Terre Roveresche und Trecastelli (AN).

## Geschichte
Infolge antiker archäologischer Zeugnisse, dank der Wiederauffindung einer Nekropolis des „Picenavolks“, geht man davon aus, dass San Costanzo auf das 8.–7. Jahrhundert v. Chr. zurückreicht. Im 15. Jahrhundert hat man die sichere Kenntnis über die Anwesenheit der Malatesta, die die Schlossmauern erbaut haben sollen. Das Schloss von San Costanzo bekam danach eine große strategische Bedeutung, so dass die Bewohner von Fano seine Mauern so einrichteten, dass sie bei der gefürchteten Invasion des Visconti von Nutzen waren. Nach wechselnden geschichtlichen Ereignissen ging San Costanzo 1520, zur Zeit des Papstes Urbano VIII, auf die Herrschaft des Kirchenstaates über.
In der Gesamtheit beruft sich die städtische Architektur auf das 16. Jahrhundert, mit herrschaftlichen Gebäuden der Adligen und Häusern der Minderbemittelten. In den Kirchen sind kostbare Malerwerke bewahrt. In der Kirche des Hl. Augustins kann man Leinwandgemälde des Malers Giuseppe Ceccarini aus Fano bewundern. In der „Gemäldegalerie“ des Rathauses wird ein antikes Leinwandgemälde von Claudio Ridolfi bewahrt. Das Theater „La Concordia“ des 18. Jahrhunderts ist vor kurzem restauriert und dem Publikum eröffnet worden. Seinerzeit war es Sitz von Theatervorstellungen.

## Geografie
Die Gemeinde von San Costanzo besteht aus zwei Ortsteilen: Cerasa, dessen Name wahrscheinlich auf den Namen seines Berges Ceregia zurückgeht, worauf das Schloss auf den Resten des Schlosses von Querciafissa erbaut wurde. Die Kirche des Heiligen Märtyrers Laurentius bewahrt ein Taufbecken aus Stein aus dem Jahre 1629. Der andere Ortsteil, Stacciola, von alten Bau, wurde 1412 von Pandolfo Malatesta an Niccolo´ Maurizi von Tolentino als Lehen gegeben. Auch Stacciola ist ein befestigter Dorfteil.
Von den Hügeln von San Costanzo aus kann man sanfte, romantische und raue Landschaften bewundern: vom Meer zu den Apenninen über ein unberührtes Land, das reich an kleinen Seen ist, und zwar die hundert Seen, die in den heißen Sommern die spezialisierten Anbauten versorgen.

## Veranstaltungen
Am ersten Sonntag der Fastenzeit vor Ostern und am letzten Julisamstag findet im Hauptplatz das traditionelle und historische Polentarafest statt.

## Partnerschaft
Die Gemeinde Weisenbach pflegt eine Partnerschaft zur Gemeinde San Costanzo in Italien.